# مراسلات الدولة في الإمبراطورية الأشورية الحديثة

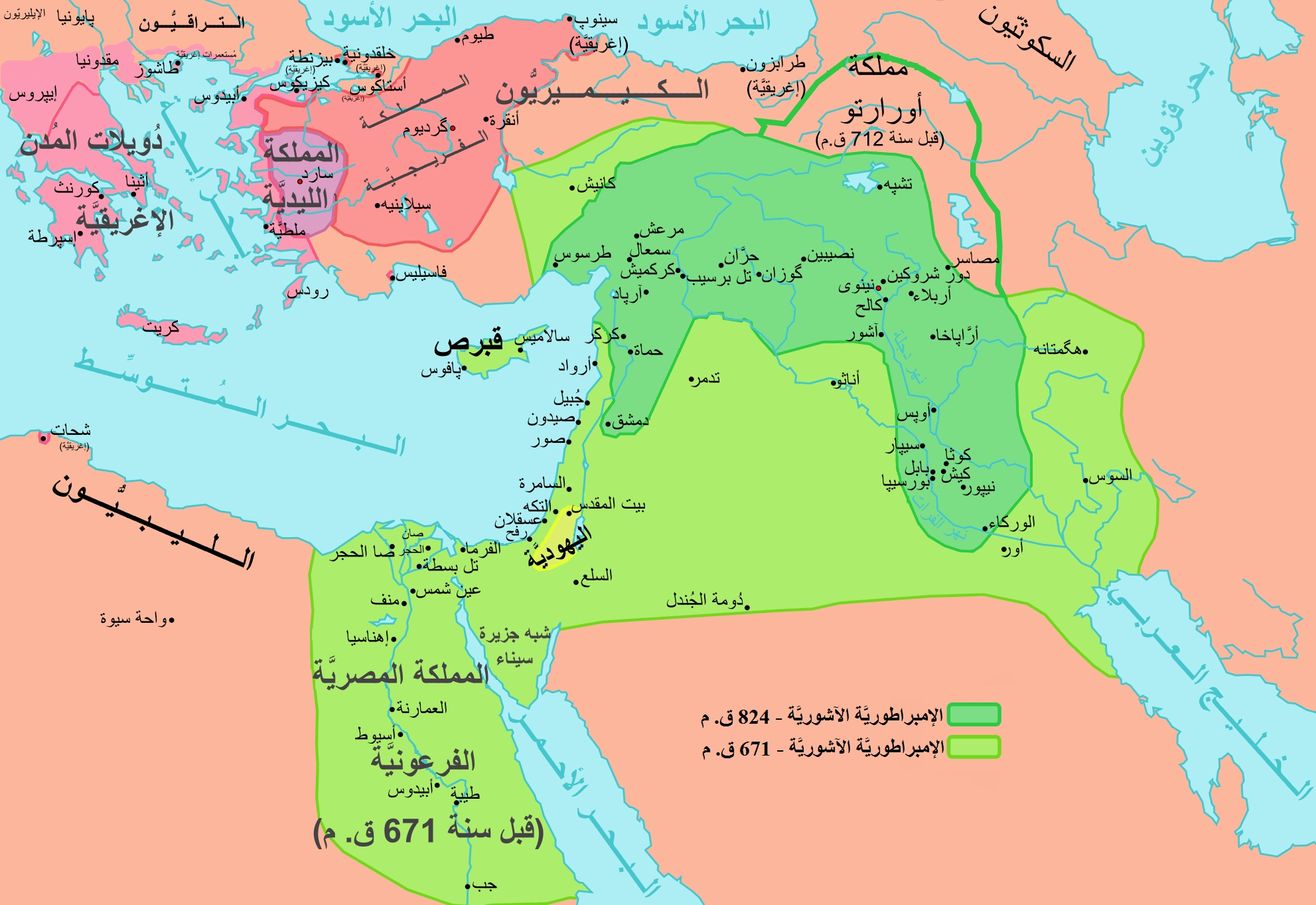
كان للإمبراطورية الآشورية الحديثة بالتوازي مع توسعها نظامًا سلسًا نقلَ مراسلات الدولة بين البلاط الإمبراطوري وحكام المقاطعات.

سمحت مراسلات الدولة في الإمبراطورية الآشورية الحديثة للملك الأشوري ومسؤوليه بإرسال الرسائل واستقبالها عبر الإمبراطورية بسرعة وبشكل موثوق. أرسلت الرسائل باستخدام نظام الترحيل الذي كان يُعتبر ثوريًا في أوائل الألفية الأولى قبل الميلاد. حمل فرسان من الجيش الرسائل على البغال. على فترات متقطعة، توقف هؤلاء في محطات توقف مخصصة لهم، لتُنقل هناك الرسائل لفرسان آخرين يكملون بها الطريق. وضعت المحطات على مسافات وفترات سفر منتظمة على طول نظام الطرق السريعة للإمبراطورية. ولأن الرسائل يمكن أن تنتقل دون تأخير أو دون انتظار راكبيها ليرتاحوا، فقد قدّم النظام سرعة اتصال غير مسبوقة لم يضاهيها أي نظام آخر في الشرق الأوسط حتى وصول التلغراف في القرن التاسع عشر خلال عهد الدولة العثمانية.
ساهمت كفاءة النظام في هيمنة الإمبراطورية الآشورية الحديثة على الشرق الأوسط وفي الحفاظ على تماسك جميع أنحاء الإمبراطورية. تبنّت الإمبراطوريات اللاحقة هذه الابتكارات الأشورية، بما في ذلك الإمبراطورية الأخمينية التي ورثت شبكة الاتصالات ووسعتها.

## تاريخها

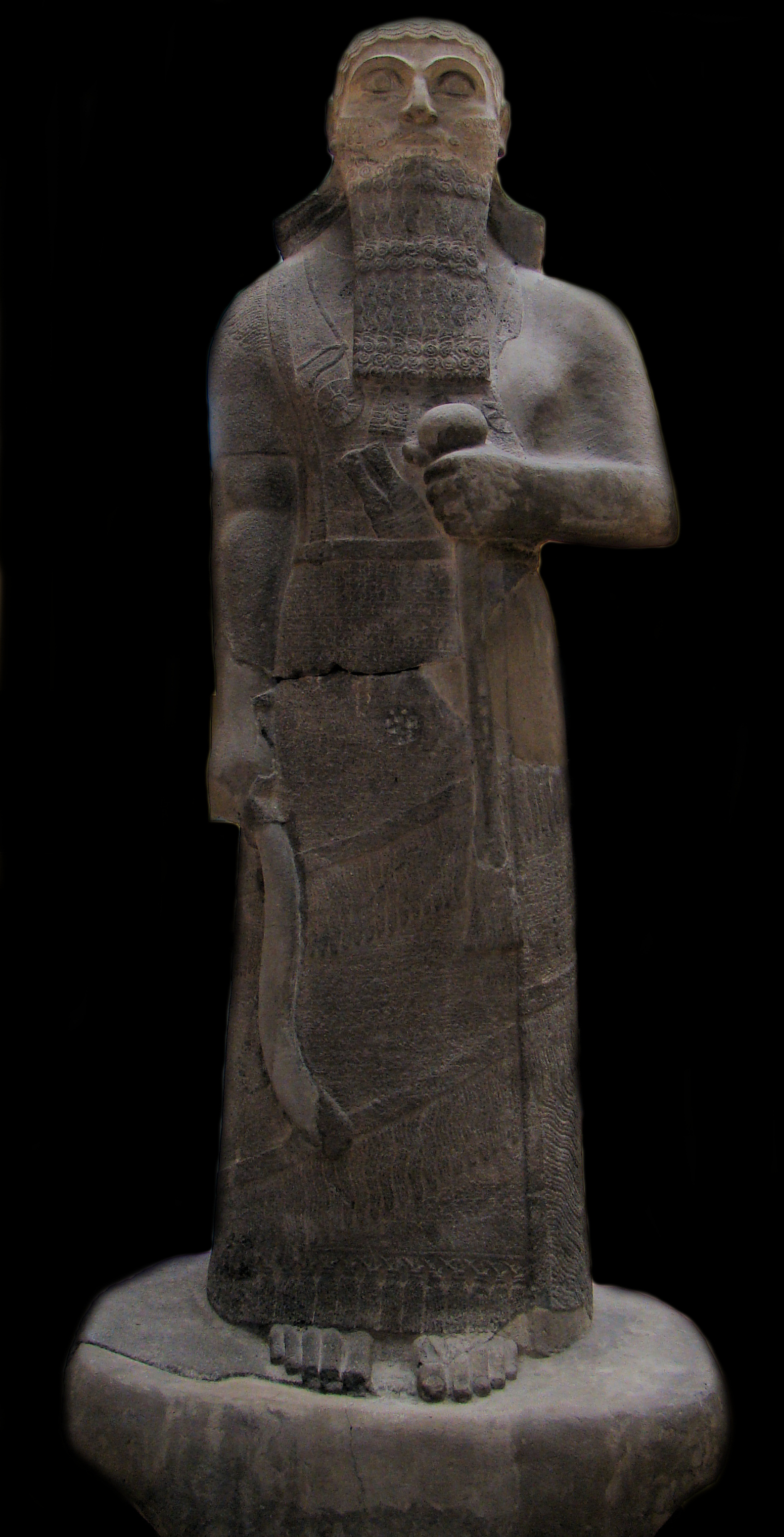
وقع استحداث نظام مراسلات الدولة الإمبراطوري على الأرجح خلال عهد شلمنصر الثالث.

كانت الإمبراطورية الآشورية الحديثة إمبراطورية من العصر الحديدي تركزت في بلاد ما بين النهرين. اعتبر عهد أداد نيراري الثاني (حكم بين عامي 891 و 911 قبل الميلاد) بداية الإمبراطورية. وسّع هو وخلفاؤه الذين تناوبوا على الحكم حتى أواخر القرن السابع قبل الميلاد الإمبراطورية، فسيطروا على معظم ما يعرف اليوم بالشرق الأوسط، من مصر في الغرب إلى الخليج العربي في الشرق. مع نمو الإمبراطورية، أدخلت العديد من الابتكارات الإدارية والبنية التحتية، والتي أصبحت أُطرًا للإمبراطوريات اللاحقة، بما في ذلك الإمبراطوريات الرومانية والفارسية.
طُوّر نظام اتصالات الدولة لإيجاد حل للتحديات التي واجهها من يحكم إمبراطورية كبيرة. ربما أنشئ هذا النظام في عهد شلمنصر الثالث (حكم منذ 858 حتى 824 قبل الميلاد)، عندما كانت آشور أكبر قوة في الشرق الأوسط. من أجل الحكم والحفاظ على التماسك داخل الإمبراطورية، كان الملك ومسؤولو بلاطه وحكام المقاطعات بحاجة إلى نظام سريع وموثوق للتواصل.

## مكوناتها

### البغال
انتقل رسل الدولة لمسافات طويلة حصريًا على البغال. كانت آشور أول حضارة تستخدم البغال لهذا الغرض. البغال حيوانات هجينة لأب من الحمير وأم فرس. تجمع البغال بين قوة الحصان وقساوة الحمار. كان عقمها وحاجتها لتدريب مكثف يعني أنها كانت باهظة الثمن، لكن قوتها وصلابتها جعلتها مثالية للسفر مسافات طويلة في ظروف ومناخات الإمبراطورية الأشورية الصعبة. كما كانت البغال جيدة في السباحة في الانهر حيث التيارات المائية عقبة شائعة في جميع أنحاء بلاد ما بين النهرين. كان الفرسان في نظام الاتصالات الأشوري يسافرون عادةً مع بغلين، حتى لا يعلقوا إذا أصبح أحدهما أعرجًا، وللتناوب من أجل إبقاء البغال منتعشة.

### المحطات
لدعم نظام اتصالات الإمبراطورية، حافظ الحكام على سلسلة من المحطات في مقاطعاتهم موزعة على مسافات وفترات سفر منتظمة على طول الطريق. كانت هذا المحطات تدعى «بيت مارديتي». في هذه المحطات، كان الرسل يمررون رسائلهم إلى رسل جدد ببغال جديدة. كانت تقع إما داخل مستوطنات قائمة، مثل تلك الموجودة في نيبور، أو في مواقع نائية، حيث شكلت مستوطنات معزولة بمفردها. كانت المسافات بين المحطات حوالي 35 إلى 40 كيلومترًا (22 إلى 25 ميل)، ووفرت مأوى قصير الأمد وإمدادات للركاب والمبعوثين وبغالهم.

## سرعتها
قدر رادنر أن رسالة من مقاطعة قوية الحدودية الغربية (بالقرب من أضنة، تركيا) إلى مركز الإمبراطورية الآشوري، أي حوالي 700 كيلومتر استغرق وصولها أقل من خمسة أيام. كانت سرعة الاتصال هذه غير مسبوقة ولم يتم تجاوزها في منطقة الشرق الأوسط إلا عندنا استقدمت الدولة العثمانية التلغراف للمنطقة عام 1865.